# Campionato slovacco di calcio a 5 2006-2007
Il Campionato slovacco di calcio a 5 2006-2007 (Joma Extraliga 2006-2007) è stata la quattordicesima edizione del Campionato slovacco di calcio a 5, disputato nella stagione 2006-07 con la formula del girone all'italiana e successivi play-off tra le prime otto squadre. La vittoria finale è andata allo Slov-Matic FOFO, al suo terzo titolo nazionale.

## Stagione regolare
| Pos | Squadra                     | Pti | G  | V  | N | P  | GF  | GS  |
| --- | --------------------------- | --- | -- | -- | - | -- | --- | --- |
| 1   | Slov-Matic FOFO             | 66  | 22 | 22 | 0 | 0  | 150 | 41  |
| 2   | Program Dubnica             | 46  | 22 | 14 | 4 | 4  | 120 | 63  |
| 3   | RCS Košice                  | 37  | 22 | 11 | 4 | 7  | 83  | 75  |
| 4   | Pinerola                    | 34  | 22 | 10 | 4 | 8  | 110 | 84  |
| 5   | MIMA Trnava                 | 34  | 22 | 11 | 4 | 7  | 107 | 94  |
| 6   | Sped-Trans Levice           | 33  | 22 | 10 | 3 | 9  | 104 | 94  |
| 7   | 4FSC Karpatia UK Bratislava | 33  | 22 | 10 | 3 | 9  | 81  | 72  |
| 8   | Buldog's Poprad             | 25  | 22 | 7  | 4 | 11 | 69  | 94  |
| 9   | Delta Online Kosice         | 23  | 22 | 6  | 5 | 11 | 74  | 97  |
| 10  | Makroteam Zilina            | 22  | 22 | 6  | 4 | 12 | 65  | 100 |
| 11  | 1. FSC Nafta Malacky        | 18  | 22 | 5  | 3 | 14 | 82  | 124 |
| 12  | Divus Górnik Trnava*        | -1  | 22 | 0  | 2 | 20 | 62  | 169 |

|  | Play-off |
|  | Play-out |

## Play-off

### Quarti di finale
| Squadra1          | Squadra2        | Gara #1 | Gara #2     | Gara #3     |
| ----------------- | --------------- | ------- | ----------- | ----------- |
| Slov-Matic FOFO - | Buldog's Poprad | 9 - 4   | 6 - 2       |             |
| Program Dubnica - | Karpatia UK     | 4 - 1   | 2 - 1       |             |
| RCS Košice -      | ŠK Šped-Trans   | 7 - 3   | 4 - 5 (DTS) | 5 - 2       |
| MIMA Trnava -     | Pinerola        | 4 - 2   | 2 - 5 (DTS) | 0 - 2 (DCR) |

### Semifinali
| Squadra1          | Squadra2   | Gara #1 | Gara #2 | Gara #3 |
| ----------------- | ---------- | ------- | ------- | ------- |
| Slov-Matic FOFO - | Pinerola   | 7 - 1   | 6 - 2   |         |
| Program Dubnica - | RCS Košice | 4 - 3   | 3 - 0   |         |

### Finale
| Squadra1          | Squadra2        | Gara #1     | Gara #2 | Gara #3 |
| ----------------- | --------------- | ----------- | ------- | ------- |
| Slov-Matic FOFO - | Program Dubnica | 6 - 5 (DTS) | 2 - 1   |         |